# صلاح زكريا
صلاح زكريا حسن لاعب كرة قدم قطري، ولد في (24 أبريل 1999)، يلعب لصالح نادي الدحيل في دوري نجوم قطر.
كانت له تجربة احترافية في بلجيكا في نادي يوبين و لعب في نادي الوكرة ونادي الغرافة .